# جعفر خلدی
جعفر خلدی جعفربن محمدبن نُصَیر خوّاص یا ابومحمد خوّاص (زاده: - درگذشت: بغداد، رمضان ۳۴۸ قمری) عارف و محدث قرن سوم و چهارم هجری بود. وی با برخی صوفیان از جمله جُنَید بغدادی، ابوالحسین نوری، جُرَیری، ابوالعباس مسروق، رُوَیمِ بغدادی، ابراهیم خواص و سَمنون بوده و مرشد ابوالعباس نهاوندی و ابوالحسن محمد علوی همدانی مشهور به حمزه علوی بوده‌است.
او همچنین از محدثان موثق بود و از کسانی چون حارث‌بن ابی‌اسامه، علی‌بن عبدالعزیز بَغَوی، احمدبن علی خَزّاز، حسن‌بن علی‌مُعَمَّری، محمدبن عبداللّه حَضْرمی، ابومسلم کَجّی  و بسیاری دیگر حدیث نقل کرده‌است. از خود وی نیز از طریق ابوحفص‌بن شاهین، علی‌بن عمر دارَقُطْنی، ابوعلی‌بن شاذان، الحاکم محمدبن عبداللّه  و بسیاری دیگر حدیث نقل شده‌است.
وی بسیار سفر می‌کرد و از جمله ۶۰ حج بجا آورد.

## منبع‌ها
1. ↑  «جعفرخُلدی». دانشنامه جهان اسلام.
2. ↑  «جعفر خُلدی؛ صوفی مُتشیّع: بررسی زندگی،  اندیشه‌ها و آثار». سایت  دانشگاه ادیان و مذاهب. ۲۴ اسفند ۱۳۸۹. دریافت‌شده در ۲۳ مارس ۲۰۱۲.[پیوند مرده]